# Pimpri-Chinchwad
Pimpri-Chinchwad (marathi: पिंपरी चिंचवड) – miasto przemysłowe w zachodnich Indiach, w stanie Maharasztra, w dystrykcie Pune. Liczy ponad 1,7 miliona mieszkańców. Mieszkańcy miasta mówią głównie w języku marathi. Miasto jest siedzibą kilku dużych indyjskich producentów samochodowych takich jak Bajaj Auto, Tata Motors, Force Motors i DaimlerChrysler. Miasto jest także siedzibą największego indyjskiego instytutu badawczego antybiotyków.